# Ісмаїл-бей
Ісмаїл-бей (д/н — 1563) — 18-й бій Ногайської орди у 1555—1563 роках.

## Життєпис
Син Муси-бея. 1549 року отримав від свого брата — Юсуфа — титул нуредіна. Зі своїми улусами кочував в Пониззі Волги. З 1549 року встановив дипломатичні відносини із Москвою. З1552 року відкрито став виступати брати брата Юсуфа. 1553 року зірвав наступ того на Московське царство, внаслідок чого міжбратами почалася війна. У 1554 році він допоміг вигнати з Астрахані Ямгурчі-хана і поставити ханом Дервіш-Алі, союзника Москви. Взимку 1554/1555 року перемогу здобув Ісмаїл, що очолив Ногайську орду. Деякий час вимушен був боротися проти небожів, яких змусив тікати до Кримського ханства.
У 1557 році домігся свого затвердження в якості бія на з'їзді ногайських мурз і уклав союз з Іваном IV, царем Московії, який останній розцінив як визнання своєї зверхності над Ногайською
ордою. Того ж року казахський хан Хак-Назар-хан виступив проти Ісмаїла. Алтиульські мурзи, що кочували за Яїком, перейшли на бік казахського хана. Ногайські мурзи зібрали ополчення і зміцнилися у Волги, звернувшись за допомогою до астраханського воєводи. Спільно вдалося відбити напад.
Після голоду і епідемії 1558 року влада біля і частина ногаїв мігрують на захід під орудою Казі-мірзи, засновують на Кубані Малу Ногайську Орду, яка визнала зверхність Кримського ханства.
У 1559 і 1560 році в союзі з донськими козаками воював проти Кримського ханства. Наприкінці 1550-х років Ісмаїл-бей призначив нуредіном і командиром правого крила свого старшого сина Мухаммада . Посада кековата і командувача лівого крила отримав небіж Бай, син Шейх-Мамая. Дінбай, третій син Ісмаїла, був призначений ногайським намісником в Башкирії.
У 1562 році після смерті свого старшого сина Мухаммада новим нуредіном був призначений другий син Дін-Ахмед. У наступному 1563 році другим нуредіном в Надволжі був призначений родич Дін-Алі.
В останні роки свого правління намагався побудувати нову столицю в місцевості Кунгулуй на протоці Бузан, на схід від Астрахані, але без успіху. У грудні 1563 року Ісмаїл-бей помер. Йому успадковував Дін-Ахмед.